# محمود سعید

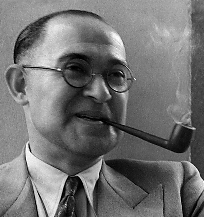
محمود سعید

محمود سعید (۱۹۶۴-۱۸۹۷)، نقاش برجسته و قاضی مصری بود. پدرش محمد سعید پاشا، نخست‌وزیر مصر بود. دختر خاله‌اش ملکه فریده، همسر ملک فاروق و به مدت ۱۱ سال شهبانوی مصر بود.

## زندگی
خانواده وی از اشراف‌زادگان مصری و ترک‌تبار بودند. محمود سعید در اسکندریه مصر به دنیا آمد. پدر وی، محمد سعید پاشا، اصالتاً ترک و نخست‌وزیر سابق مصر بود.

## آثار
تابلوی شادوف (Les Chadoufs) اثر سال ۱۹۳۴ م. در سال ۲۰۱۰ م. به مبلغ ۲ میلیون و ۴۳۴ هزار دلار، در حراجی کریستی به فروش رسید.